# Antonio Cámpolo
Antonio Cámpolo, né le 7 février 1897 et mort le 22 mai 1959 à Montevideo, est un footballeur international uruguayen.

## Carrière
Surnommé Giroba, il joue comme ailier gauche pour le CA Peñarol de 1918 à 1930, aux côtés d'Isabelino Gradín et de José Piendibene notamment. Les aurinegros remportent le championnat d'Uruguay en 1918, 1921, 1926, 1928 et 1929.
Sélectionné en équipe nationale à partir de 1918, il remporte la Copa América 1920 puis termine troisième en 1921. Sept ans plus tard, il remporte la médaille d'or aux Jeux olympiques d'été de 1928, puis participe à Copa América 1929. Il prend sa retraite sportive en 1930.